# Porta d'Adda
Porta d'Adda era una porta cittadina di Lodi, demolita nel 1912.

## Storia
La porta venne aperta per ordine di Francesco Sforza dopo la pace di Lodi (1454), contemporaneamente alla costruzione di un nuovo ponte sull'Adda posto nella posizione dell'attuale. A fianco della porta venne costruita un'opera difensiva, detta «la Rocchetta».
Nel 1787 una perizia dell'Ingegnere del Pubblico di Lodi, Antonio Dossena, e dell'assessore delegato alle strade, Giulio Modegnani, rilevava l'inadeguatezza della porta a sostenere il passaggio del traffico: il tracciato carreggiabile era infatti irregolare e tortuoso, mentre il ponticello in legno sulla roggia Molina corrente lungo le mura era fortemente ammalorato. Porta d'Adda venne pertanto ricostruita, su progetto del Dossena, in stile neoclassico, affiancandovi sul lato occidentale anche un portico a tre arcate ad uso di corpo di guardia.
A metà Ottocento la porta si presentava già in cattivo stato di conservazione: ne vennero quindi proposti l'abbattimento e la sostituzione con una cancellata in ferro. Il fabbro lodigiano Cesare Combi presentò un disegno per la nuova cancellata, e la proposta venne approvata dal consiglio comunale nel 1856. Tuttavia poco dopo emerse che l'opera avrebbe richiesto la rettifica del tratto stradale, fortemente irregolare, con un conseguente aumento dei costi, e pertanto il progetto fu respinto; il Combi però aveva già terminato la costruzione della cancellata, e pertanto dopo diverse discussioni questa venne riutilizzata per la nuova Barriera Vittorio Emanuele, aperta nel 1865 in sostituzione di Porta Regale sul nuovo viale diretto alla stazione ferroviaria.
Porta d'Adda rimase quindi in opera. Nel 1906 ne venne deciso l'abbattimento, anche per dare maggiore respiro alla nuova chiesa di San Rocco allora in progetto; fu poi demolita nell'aprile 1912, contemporaneamente alla soppressione delle barriere daziarie.

## Caratteristiche
La porta, di forme neoclassiche, era posta lungo l'attuale corso Adda fra il piazzale Barzaghi e la via Defendente, dove oggi prospetta la nuova chiesa di San Rocco.
Da una relazione dell'ingegnere municipale Francesco Martani del 1856 risulta che era larga 17,70 m e alta 11, sormontata da un frontone arcuato. Vi si aprivano tre fornici, uno centrale per i veicoli, largo 4,70 m e alto 7,75 m, e due laterali per i pedoni, larghi 1,80 m e alti 3,60 m.
Sul lato occidentale la porta era fiancheggiata dal corpo di guardia a tre arcate, posto sul lato interno, e dal dazio posto sul lato esterno. Queste strutture sono tuttora esistenti.

## Galleria d'immagini

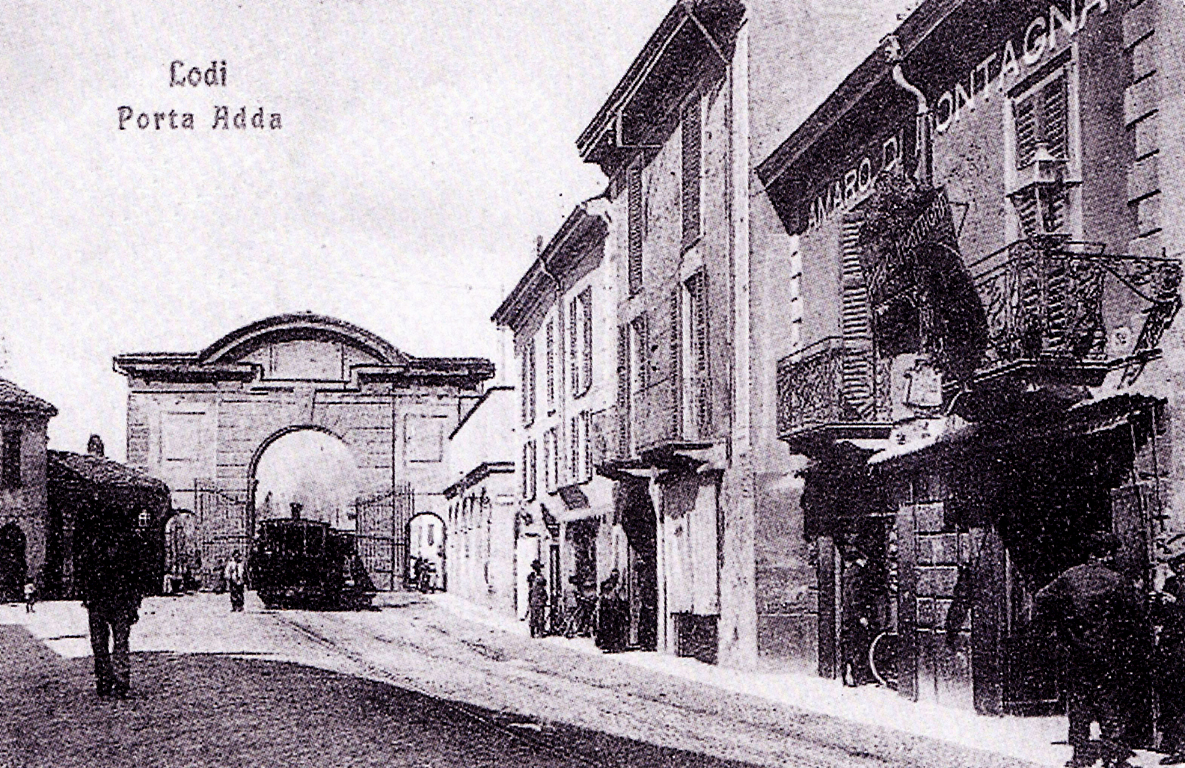
La porta vista dal lato interno
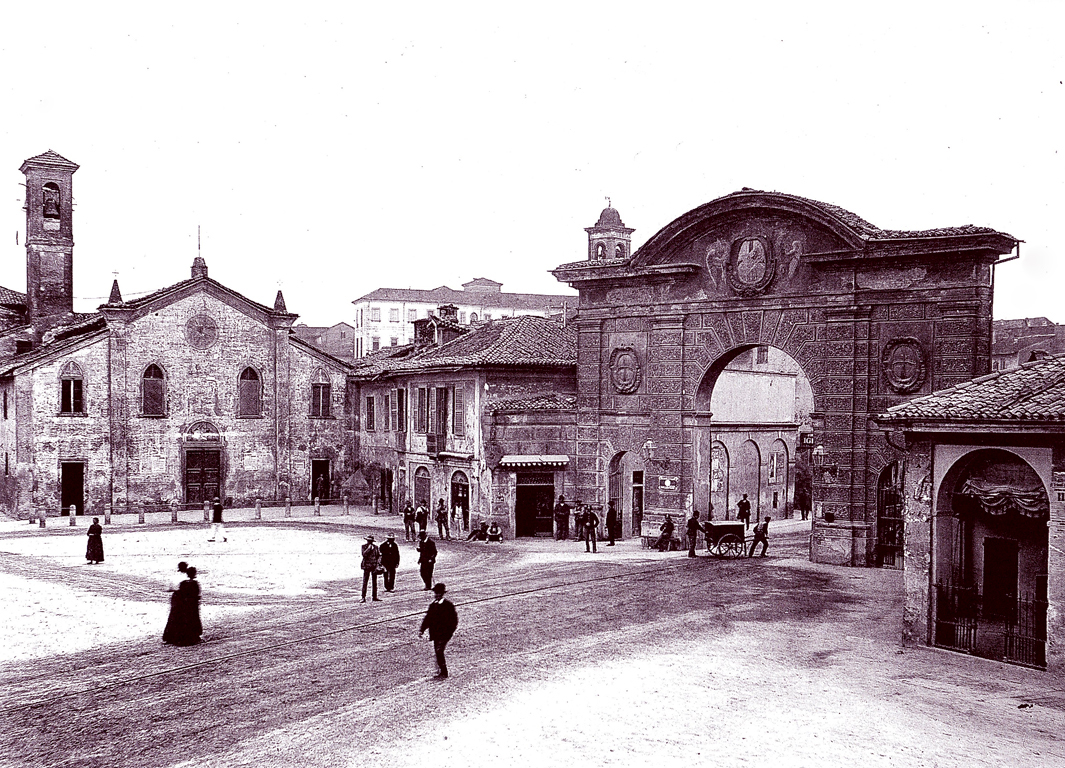
La porta vista dal lato esterno con la vecchia chiesa di San Rocco, in posizione più arretrata dell'attuale